# Katsu Aki
Katsu Aki (jap. 克・亜樹; * 19. September 1961 in Nishi-ku, Fukuoka, Japan) ist der Künstlername des japanischen Mangaka Katsuaki Nakamura (中村 克明, Nakamura Katsuaki).
Sein Debüt als professioneller Manga-Zeichner machte er 1983 mit Mary rarabai im Manga-Magazin Hana to Yume. Seinen Durchbruch erlangte er allerdings erst, als er 1994 mit The Vision of Escaflowne begann, das sich bei Sunrise noch in der Entwicklung zum Anime befand und ab 1996 ein internationaler Erfolg wurde.
Seit 1997 veröffentlicht er die auch in Deutschland erfolgreiche Serie Manga Love Story sowie parallel dazu seit 2003 Manga Love Story for Ladies im Magazin Young Animal. Außerdem arbeitet er seit 2004 an Love Lucky, das im Young Magazine erscheint.

## Werke (Auswahl)
- Happi Chokuzen (はっぴぃ直前; 1986–1988, 6 Bände, Neuauflage 2005–2006)
- Hoshikuzu Paradise (星くずパラダイス; 1990–1992, 11 Bände, Neuauflage 1999 in 6 Bänden)
- The Vision of Escaflowne (天空のエスカフロ－ネ; 1994–1997, 8 Bände)
- Manga Love Story (ふたりエッチ; seit 1997, bisher 77 Bände)
- Psychic Academy (ψchic academy 煌羅万象; 1998–2003, 11 Bände)
- Aya (1999, 1 Band, Neuauflage 2003 und 2008)
- Harem Kakumei (ハーレム革命; 1999–2002, 3 Bände, Neuauflage 2008 in 2 Bänden)
- A Lot of Kiss (2001, Artbook)
- Yura Yura (ゆらゆら; 2001, Artbook zu Manga Love Story)
- Katsu Aki Love Story Special (克・亜樹ラブストーリースペシャル; 2002, 1 Band)
- Princess (プリンセス, Purinsesu; 2003, 5 Bände)
- Manga Love Story for Ladies (ふたりエッチ for Ladies ゆらさん日記; 2003, 2 Bände)
- Love Lucky (ラブ♡らっきぃ; 2004–2007, 7 Bände)
- Daddy Virgin (DADDY★バージン; 2004, Kurzgeschichtensammlung)
- Katsu Aki World: Carnival (克・亜樹ワールド Carnival; 2005, 1 Band)
- Tenchi Kaibyaku – God Sweeper (天地開闢 -God Sweeper-; 2007–2008, 3 Bände)
- Doku×Koi (毒×恋; 2008–2009, 3 Bände)
- Atsui zo! Nekogaya!! (熱いぞ!猫ヶ谷!!; 2009–2011, 6 Bände)